# Zasavica (Gornja Zasavica)
Pour les articles homonymes, voir Zasavica.
Zasavica ou Gornja Zasavica (en serbe cyrillique : Засавица ou Горња Засавица) est un village de Serbie situé dans la province autonome de Voïvodine et sur le territoire de la ville de Sremska Mitrovica, district de Syrmie (Srem). Au recensement de 2011, il comptait 722 habitants.
Zasavica est une communauté locale, c'est-à-dire une subdivision administrative, de la ville de Sremska Mitrovica ; le nom administratif de la communauté est « Zasavica I ».

## Géographie

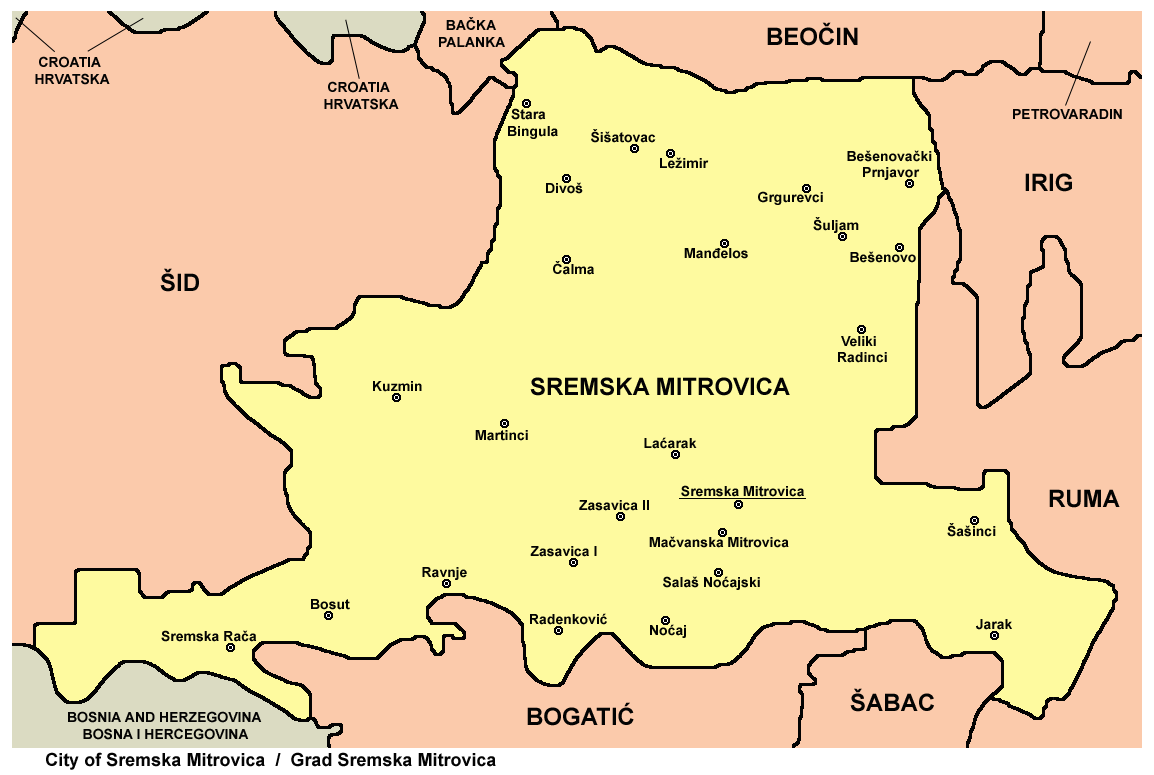
Localisation de Zasavica dans la ville de Sremska Mitrovica

Le village est situé sur les bords de la rivière Zasavica, à 12 kilomètres au sud-ouest de Sremska Mitrovica. Bien qu'il soit rattaché au district de Syrmie, il est situé dans la région de la Mačva.

## Démographie

### Évolution historique de la population
| 1948 | 1953 | 1961 | 1971 | 1981 | 1991 | 2002 | 2011 |
| ---- | ---- | ---- | ---- | ---- | ---- | ---- | ---- |
| 925  | 978  | 969  | 913  | 924  | 864  | 836  | 722  |

|  |

### Données de 2002
Pyramide des âges (2002)
En 2002, l'âge moyen de la population était de 38,9 ans pour les hommes et 40,4 ans pour les femmes.
Répartition de la population par nationalités (2002)
En 2002, les Serbes représentaient 98,2 % de la population.

### Données de 2011
En 2011, l'âge moyen de la population était de 42,7 ans, 41,5 ans pour les hommes et 43,9 ans pour les femmes.

## Tourisme
La réserve naturelle de Zasavica s'étend sur 760 ha ; depuis 2000, sur 5 200 ha, elle a été définie comme une zone importante pour la conservation des oiseaux (en abrégé : ZICO) et, depuis 2008, elle figure sur la liste des sites Ramsar pour la conservation des zones humides,.

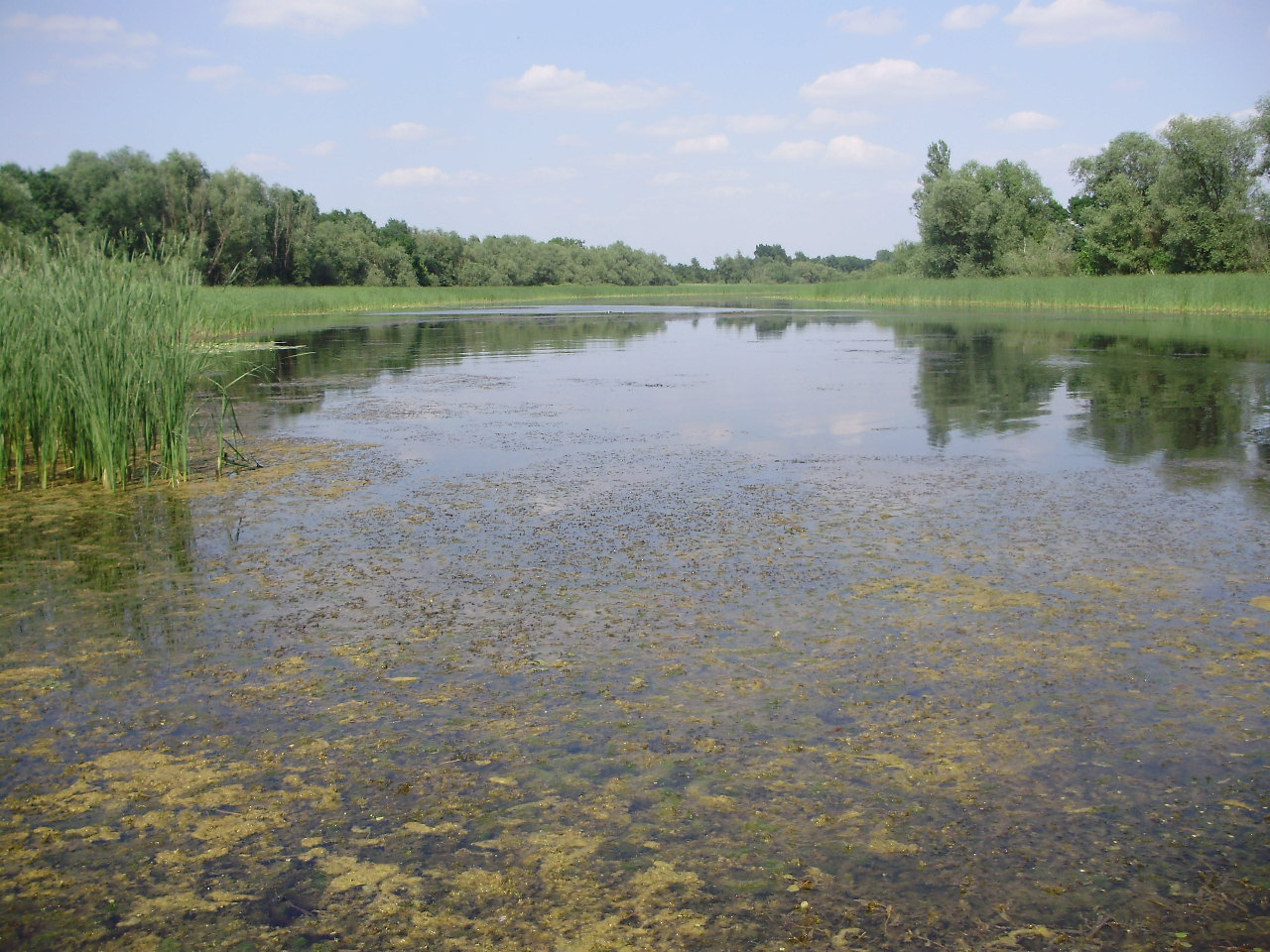
La réserve naturelle de Zasavica

L'église de la Sainte-Trinité de Zasavica a été construite entre 1894 et 1899 ; elle est inscrite sur la liste des monuments culturels de grande importance de la république de Serbie.